# Sony Xperia Z2
Sony Xperia Z2 là dòng điện thoại thông minh cao cấp Android sản xuất bởi Sony. Dưới tên mã "Sirius", là sự kế thừa thành công của Sony Xperia Z1. Điện thoại được công bố trong suốt 2014 Mobile World Congress tại Barcelona, Tây Ban Nha, từ 24 đến 27 tháng 2.